# Масове суспільство
Масове суспільство — теоретична модель, що описує соціальні перетворення, викликані модернізацією (насамперед урбанізацією, розвитком засобів масової комунікації та масової культури, загальною освітою, демократизацією політики тощо), яка активно розроблялася в 1920-1960-і роки.
Особливістю масового суспільства є розрив соціальних зв'язків, відособленість окремих індивідів, відсутності у них індивідуальності, стійких і загальнозначущих моральних цінностей. Особистісний статус людини формується на рівні соціальної групи, громади, ремісничого цеху, аристократичного «світу», церковного приходу. Але безперервні вертикальні і горизонтальні переміщення великих груп людей, характерні для індустріального суспільства, руйнують рівень сусідського, професійного, релігійного спілкування, спілкування в «своєму колі» і основним рівнем спілкування стає сім'я. Людина починає сприймати суспільство як безліч інших таких же схожих на нього індивідів, що одягаються в тих же універсальних магазинах, що їздять у тих же потягах і трамваях, які читають ті ж газети, і так само, як він, одиноких.
Тому потреба в самоствердженні переноситься на національно-державний рівень, на рівень всього суспільства і політичні інтереси набувають особистісний, особливо значимий характер. Таке загострено особисте сприйняття національних, державних потреб робить будь-який конфлікт як у державі, так і в міжнародних відносинах особистою справою мільйонів людей і надає йому особливо гострий, хворобливий характер. Це створює для еліт необмежені можливості маніпулювання атомізованим масами. Теорія масового суспільства таким чином пояснює причини революції 1917 р. в Радянському союзі, а також поява фашизму і його прихід до влади в Італії та Німеччини.
Найдетальніше проблема масового суспільства досліджується в роботі Х.Ортега-і-Гассета «Бунт мас» (1930 р.). Він писав, що на відміну від колишніх часів, коли маси перебували у «задників громадської сцени», зараз вони на авансцені історії, що і викликало тяжку кризу в Західній Європі. Ортега-і-Гассет нагадував, що небувале збільшення спектра людських можливостей, розширення просторових і часових меж його світу відбулося раптово, за одне покоління. Середня людина, яка відчуває себе «як усі» і знаючи, що він посередність, «має нахабство стверджувати всюди і всім нав'язувати своє право на посередність». Долучаючись до благ цивілізації дуже швидко, він не тільки не засвоює культури минулого, а й заперечує її.

В двадцятому столітті хамство стало дуже гострою проблемою, і цим воно зобов'язане прогресу. Маси селян були вирвані з патріархальних умов, в яких трималися патріархальні табу, урбанізовані. Там, де розвиток відбувався особливо швидко, в країнах центральної Європи, які пізно вступили на шлях прогресу і поспішали наздогнати і перегнати, зростання хамства був особливо грізним. Він поставив під питання саме існування європейської цивілізації.
— з виступу Г.Померанця "О роли нравственного облика личности в жизни исторического коллектива"